# Tounj
Tounj és un municipi de Croàcia, al Comtat de Karlovac.
En el cens de 2011, la població total era de 1.150, dels següents assentaments: 
- Gerovo Tounjsko, la població de 55 hab.
- Kamenica Skradnička, 266 hab.
- Potok Tounjski, 71 hab.
- Rebrovići, la població 184
- Tounj, 346 habitants
- Trzic Tounjski, 18 hab.
- Zdenac, 210 hab.